# Josef Zehetner
Josef Zehetner (* 26. Februar 1889 in Eggersdorf 4 bei Amstetten; † 26. Februar 1965 in Linz, Oberösterreich) war ein österreichischer Beamter und Politiker.

## Leben
Josef Zehetner wurde als Sohn des Eggersdorfer Bauern Josef Zehetner und seiner Frau Anna, geborene Kleindl, geboren. Er besuchte nach der Volks- und Bürgerschule in Amstetten ab 1901 das Stiftsgymnasium Seitenstetten, wo er 1908/09 maturierte. Anschließend begann er ein Theologiestudium an der Universität Innsbruck, nach einem Jahr wechselte er dort auf das Studium der klassischen Philologie, 1914 promovierte er zum Doktor der Philosophie. 1916 erhielt er die Lehrbefähigung für Mittelschulen, von 1915 bis 1921 war Zehetner Lehrer für klassische Philologie am Staatsgymnasium in Linz. Anschließend war er als Abteilungsleiter für Berufsberatung im oberösterreichischen Landesjugendamt tätig, dessen Direktor er 1923 wurde.
Während der XV. Wahlperiode (1934–1938) gehörte er als Vertreter der kulturellen Gemeinschaften dem Oberösterreichischen Landtag an. In der Vaterländischen Front wurde er 1936 mit der Landesleitung des Kinderferienwerks in Oberösterreich betraut.
1945 war er einer der Mitbegründer der ÖVP Oberösterreich, deren erster provisorischer Parteiobmann er von Mai bis August war. Aus gesundheitlichen Gründen legte er diese Funktion nieder, sein Nachfolger wurde Josef Stampfl.
Seit 1909 war er Mitglied der katholischen Studentenverbindung KÖHV Leopoldina Innsbruck.

## Auszeichnungen
- Ritterkreuz I. Klasse des Österreichischen Verdienstordens[5]
- 1947: Ernennung zum wirklichen Hofrat[5]
- 1955: Großes Ehrenzeichen für Verdienste um die Republik Österreich[6]